# La Garnache
La Garnache település Franciaországban, Vendée megyében. Lakosainak száma 5413 fő (2022. január 1.). La Garnache Châteauneuf, Paulx, Saint-Étienne-de-Mer-Morte, Bois-de-Céné, Challans, Froidfond és Sallertaine községekkel határos.

## Népesség
A település népességének változása:
| Lakosok száma | 4663 | 4859 | 5053 | 4995 | 5075 | 5114 | 5220 | 5316 | 5413 |
|               | 2013 | 2015 | 2016 | 2017 | 2018 | 2019 | 2020 | 2021 | 2022 |